# Метьюс (Луїзіана)
Метьюс (англ. Mathews) — переписна місцевість (CDP) в США, в окрузі Лафурш штату Луїзіана. Населення — 2273 особи (2020).

## Географія
Метьюс розташований за координатами 29°40′56″ пн. ш. 90°33′21″ зх. д. / 29.68222° пн. ш. 90.55583° зх. д. (29.682171, -90.555895).  За даними Бюро перепису населення США в 2010 році переписна місцевість мала площу 10,32 км², уся площа — суходіл.

## Демографія
Згідно з переписом 2010 року, у переписній місцевості мешкало 2209 осіб у 810 домогосподарствах у складі 647 родин. Густота населення становила 214 осіб/км².  Було 863 помешкання (84/км²).
Расовий склад населення:
| - 96,3 % — білих - 1,5 % — чорних або афроамериканців - 0,8 % — корінних американців - 0,3 % — азіатів - 0,1 % — вихідців з тихоокеанських островів |

До двох чи більше рас належало 0,8 %. Частка іспаномовних становила 1,8 % від усіх жителів.
За віковим діапазоном населення розподілялося таким чином: 24,2 % — особи молодші 18 років, 63,8 % — особи у віці 18—64 років, 12,0 % — особи у віці 65 років та старші. Медіана віку мешканця становила 38,7 року. На 100 осіб жіночої статі у переписній місцевості припадало 97,2 чоловіків;  на 100 жінок у віці від 18 років та старших — 95,6 чоловіків також старших 18 років.
Середній дохід на одне домашнє господарство  становив 127 131 долар США (медіана — 66 417), а середній дохід на одну сім'ю — 140 052 долари (медіана — 95 216). За межею бідності перебувало 3,1 % осіб, у тому числі 1,4 % дітей у віці до 18 років та 4,7 % осіб у віці 65 років та старших.
Цивільне працевлаштоване населення становило 1251 особа. Основні галузі зайнятості: фінанси, страхування та нерухомість — 15,6 %, сільське господарство, лісництво, риболовля — 13,5 %, виробництво — 13,2 %.